# Голеньови
Голеньови (пол. Goleniowy) — село в Польщі, у гміні Щекоцини Заверцянського повіту Сілезького воєводства.
Населення — 748 осіб (2011).
У 1975-1998 роках село належало до Ченстоховського воєводства.

## Демографія
Демографічна структура станом на 31 березня 2011 року:
|          | Загалом | Допрацездатний вік | Працездатний вік | Постпрацездатний вік |
| -------- | ------- | ------------------ | ---------------- | -------------------- |
| Чоловіки | 373     | 69                 | 259              | 45                   |
| Жінки    | 375     | 75                 | 202              | 98                   |
| Разом    | 748     | 144                | 461              | 143                  |